# سوتا سوگییاما
سوتا سوگییاما (انگلیسی: Souta Sugiyama؛ زادهٔ ۷ نوامبر ۲۰۰۰) بازیکن فوتبال اهل ژاپن است.